# Armando Durán (actor)
Armando Durán fue un joven actor de la época dorada argentina.

## Carrera
Actor de reparto de la época de oro del cine argentino, tuvo su paso esporádico en la pantalla grande y el teatro durante la década de 1940.
Se inició a fines de los 30's con la película ...Y mañana serán hombres, junto con Sebastián Chiola y Malisa Zini; y se despidió con Mi fortuna por un nieto estelarizado por Olinda Bozán y Augusto Codecá.
Trabajó con grades directores de la talla de Carlos Borcosque, Luis José Bayón Herrera y Enrique Santos Discépolo.

## Filmografía
- 1940: Mi fortuna por un nieto
- 1940: Un señor mucamo
- 1940: Los celos de Cándida
- 1939: Muchachas que estudian
- 1939: Cándida
- 1939: El viejo doctor
- 1939: ...Y mañana serán hombres